# Asura synestramena
Asura synestramena là một loài bướm đêm thuộc phân họ Arctiinae, họ Erebidae.